# Ариел (град)
Вижте пояснителната страница за други значения на Ариел.
Ариел (на иврит: אֲרִיאֵל; на арабски: اريئيل) е град в Палестина, на Западния бряг, вторият по големина град в Самария. Намира се на около 40 км източно от Тел Авив.
Градът е едно от най-големите еврейски селища на т.нар. Западен бряг на река Йордан. Основан е през 1978 г. от около 40 семейства. В града живеят 19 626 души.(по приблизителна оценка от декември 2017 г.). В селището се намира и „Колежът на Юдея и Самария“, който е посещаван от 8500 студенти, включително и палестинци.